# Meridià 44 a l'est
El meridià 44 a l'est de Greenwich és una línia de longitud que s'estén des del pol Nord travessant l'oceà Àrtic, Europa, Turquia, Àfrica, l'oceà Índic, l'oceà Antàrtic i l'Antàrtida fins al pol Sud.
El meridià 44 a l'est forma un cercle màxim amb el meridià 136 a l'oest. Com tots els altres meridians, la seva longitud correspon a una semicircumferència terrestre, uns 20.003,932 km. Al nivell de l'Equador, és a una distància del meridià de Greenwich de 4.898 km.

## De Pol a Pol
Començant en el pol Nord i dirigint-se cap al pol Sud, aquest meridià travessa:
| Coordenades                             | País, territori o mar   | Notes |
| --------------------------------------- | ----------------------- | --- |
| 90° 0′ N, 44° 0′ E / 90.000°N,44.000°E  | Oceà Àrtic              | |
| 80° 34′ N, 44° 0′ E / 80.567°N,44.000°E | Mar de Barents          | |
| 68° 33′ N, 44° 0′ E / 68.550°N,44.000°E | Rússia                  | Península de Kanin |
| 68° 23′ N, 44° 0′ E / 68.383°N,44.000°E | Mar Blanc               | |
| 67° 34′ N, 44° 0′ E / 67.567°N,44.000°E | Rússia                  | Península de Kanin |
| 67° 10′ N, 44° 0′ E / 67.167°N,44.000°E | Mar Blanc               | Badia de Mezén |
| 66° 5′ N, 44° 0′ E / 66.083°N,44.000°E  | Rússia                  | Passa a través de Nijni Nóvgorod |
| 42° 35′ N, 44° 0′ E / 42.583°N,44.000°E | South Ossetia o Geòrgia | Ossètia del Sud és un estat parcialment reconegut. La majoria de les nacions consideren que el seu territori forma part de Geòrgia. |
| 42° 11′ N, 44° 0′ E / 42.183°N,44.000°E | Geòrgia                 | |
| 41° 10′ N, 44° 0′ E / 41.167°N,44.000°E | Armènia                 | |
| 40° 1′ N, 44° 0′ E / 40.017°N,44.000°E  | Turquia                 | |
| 37° 18′ N, 44° 0′ E / 37.300°N,44.000°E | Iraq                    | |
| 29° 44′ N, 44° 0′ E / 29.733°N,44.000°E | Aràbia Saudita          | |
| 17° 22′ N, 44° 0′ E / 17.367°N,44.000°E | Iemen                   | |
| 12° 36′ N, 44° 0′ E / 12.600°N,44.000°E | Oceà Índic              | Golf d'Aden |
| 10° 39′ N, 44° 0′ E / 10.650°N,44.000°E | Somàlia                 | Somaliland |
| 9° 0′ N, 44° 0′ E / 9.000°N,44.000°E    | Etiòpia                 | |
| 4° 57′ N, 44° 0′ E / 4.950°N,44.000°E   | Somàlia                 | |
| 1° 5′ N, 44° 0′ E / 1.083°N,44.000°E    | Oceà Índic              | Passa entre les illes de Mohéli i Anjouan, Comores                                                                                  |
| 17° 21′ S, 44° 0′ E / 17.350°S,44.000°E | Madagascar              | |
| 17° 44′ S, 44° 0′ E / 17.733°S,44.000°E | Oceà Índic              | |
| 20° 45′ S, 44° 0′ E / 20.750°S,44.000°E | Madagascar              | |
| 24° 51′ S, 44° 0′ E / 24.850°S,44.000°E | Oceà Índic              | |
| 60° 0′ S, 44° 0′ E / 60.000°S,44.000°E  | Oceà Antàrtic           | |
| 68° 2′ S, 44° 0′ E / 68.033°S,44.000°E  | Antàrtida               | Terra de la Reina Maud, reclamada per Noruega                                                                                       |